# Friedrich August Herkendell

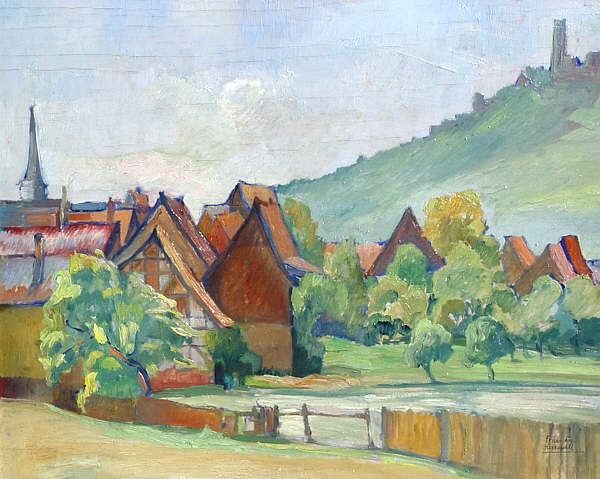
Krofdorf bei Gießen

Friedrich August Herkendell (* 29. März 1876 in Düsseldorf; † 1. Januar 1940 ebenda) war ein deutscher Maler und Grafiker.

## Leben
Herkendell besuchte die Kunstgewerbeschule Düsseldorf und studierte von 1897 bis 1902 an der Düsseldorfer Kunstakademie bei Johann Peter Theodor Janssen und Willy Spatz Malerei, von 1903 bis 1904 an der Akademie der Bildenden Künste München bei Ludwig von Herterich. Zwischen 1907 und 1911 war er in Hamburg ansässig. Er besuchte die Niederlande (1907), Italien und Frankreich, blieb länger in Paris (1911/1912). 1913 kam er zurück nach Düsseldorf. 
Herkendell war von 1902 bis 1903 und von 1920 bis 1939 Mitglied des Düsseldorfer Künstlervereines Malkasten sowie um 1920 Mitglied der Künstlergruppe Niederrhein. Er beschäftigte sich hauptsächlich mit der spätimpressionistischen Landschaftsmalerei, mit Düsseldorfer Stadtansichten und Architekturmotiven.
Ebenfalls Maler und Grafiker war Herkendells jüngerer Bruder Hanns (* 2. Juni 1886 in Düsseldorf; † 1958).